# Gekruld sikkelmos
Gekruld sikkelmos (Drepanocladus sendtneri) is een soort uit de pluisdraadmosfamilie (Amblystegiaceae). Het komt voor in moeras en nat schraalland.

## Determinatie
Dicranum aduncus is een zeer variabele mossoort die zich aanpast aan de eisen van zijn omgeving. Daardoor zijn er veel verwarrende vormen, sommige met rechte bladeren, andere typisch haakvormig, sommige terrestrisch en andere veervormig en volledig ondergedompeld.
De verhouding tussen de lengte van de mediane bladlamina-cellen en de bladlengte varieert tussen 17.9–24.4, en de verhouding tussen de breedte van de mediane bladlamina-cellen en de bladlengte varieert tussen 1.5–4.2.

## Ecologie
Gekruld sikkelmos is de meest kieskeurige van alle sikkelmossen wat vocht en kalkrijkdom betreft. De soort komt vooral voor in kalkrijke duinvalleien, kalkmoerassen en basenrijkere overgangsvenen, 'vaak' samen met wolfsklauwmos (Pseudocalliergon lycopodioides), waar de soort ecologisch het meest op lijkt. Gekruld sikkelmos is zeer sterk achteruitgegaan.

## Verspreiding
In Nederland is gekruld sikkelmos zeer zeldzaam. Het staat op de rode lijst in de categorie 'Bedreigd'. Ook staat het op de Europese rode lijst in de categorie 'regionaal bedreigd'.
Rond 2022 is de soort alleen nog bekend van Texel, Voorne, Vechtplassen en Noordwest-Overijssel. Op alle andere vindplaatsen is de soort waarschijnlijk verdwenen door het verdwijnen van voldoende kwel, en ook door verzuring en vermesting.